# Marcello Teodonio
Marcello Teodonio (Roma, 1949) è un critico letterario italiano.

## Biografia
Teodonio è presidente del Centro Studi "Giuseppe Gioachino Belli", direttore della rivista di studi belliani «Il 996», nonché segretario scientifico del Comitato Nazionale delle Opere di Belli. 
L'intensa attività di studio della poesia romanesca e, in particolare, del suo massimo rappresentante è testimoniata dalle numerose pubblicazioni firmate da Teodonio, tra cui vanno ricordati i volumi editi presso Laterza: Introduzione a Belli (1992), Vita di Belli (1993), ovvero la ricerca biografica di riferimento sull'autore, e La letteratura romanesca. Antologia di testi dalla fine del Cinquecento al 1870 (2004). Ha inoltre curato l'edizione completa dei 2.279 sonetti romaneschi belliani, pubblicata da Newton Compton nel 1998.
Ha insegnato Letteratura romanesca presso l'Università degli Studi di Roma "Tor Vergata".
Figura come presidente del premio letterario nazionale "Vie della memoria-Vittorio Monaco". In ambito culturale, è impegnato in diverse iniziative: come organizzatore degli incontri «Il 996. Belli da Roma all’Europa» presso il teatro Argentina di Roma, dalla stagione 1996/'97; come direttore artistico dei «Venerdì letterari» al Teatro Vittoria di Roma, dalla stagione 1997/'98; come direttore artistico del festival di teatro  'Ste parole che vajj racchiappenne, a Civitella Alfedena (AQ) dal 2005.
È inoltre socio ordinario dell'Istituto nazionale di studi romani, socio corrispondente dell'Arcadia, nonché socio del Gruppo dei Romanisti.
In occasione dei settant'anni gli è stato dedicato il volume Marcello 7.0 - Studi in onore di Marcello Teodonio (Il Cubo Editore, 2019), contenente 47 contributi saggistici di altrettanti colleghi e amici.
Il 13 agosto 2020 è stato nominato cittadino onorario di Civitella Alfedena (AQ).

## Opere

### Saggi e studi
- Giuseppe Gioachino Belli nelle terre degli antropofagi, Hetea, Alatri 1987;

- Colera, omeopatia ed altre storie, con F. Negro, Palombi, Roma 1988;

- La proverbiade romanesca di Giuseppe Gioachino Belli. Proverbi e forme proverbiali nei versi e nelle prose del poeta, con R. Vighi, Bulzoni, Roma 1991;

- Belli va a scuola. Incontri nelle scuole di Roma e provincia sulla figura e l'opera di Giuseppe Gioachino Belli, Provincia di Roma — Comitato Nazionale Bicentenario, Roma 1992;

- Introduzione a Belli, Laterza, Roma–Bari 1992; nuova edizione: Castelvecchi, Roma 2017;

- Vita di Belli, Laterza, Roma-Bari 1993; nuova edizione: Castelvecchi, Roma 2016;

- Poi comincia er tormento de la scola, i sonetti di Belli sulla scuola, Newton Compton, Roma 1994;

- Nun sai ch’a lo spedale ce se more?, i sonetti di Belli sulla salute, Newton Compton, Roma 1994;

- Il calendario di Belli, Newton Compton, Roma 1995;

- Trinacria, Editalia, Roma 1996;

- G. G. Belli, Sonetti, "Cento libri per mille anni", IPZS-Editalia, 1998;

- Giuseppe Gioachino Belli, Istituto Poligrafico e Zecca dello Stato, Roma 1998;

- Le edizioni dei sonetti romaneschi di Giuseppe Gioachino Belli, Fondazione Marco ed Ernesta Besso, Roma 1999;

- Fame vecchia e fame nova, i sonetti di Belli sul cibo, Robin, Roma 2014;

- Er catachisimo di Giuseppe Gioachino Belli, Elliot, Roma 2015.

- (Con Angelica Fedeli) La presenza di Dante nei testi di Giuseppe Gioachino Belli, Il cubo, 2017.

### Curatele
- Pasolini tra friulano e romanesco, Colombo, Roma 1997;

- G. G. Belli, Tutti i sonetti romaneschi (2 volumi), Newton Compton, Roma 1998;

- Il classico nella letteratura romanesca del Novecento: miti modelli memoria, S.E., Roma 2001;

- La letteratura romanesca del secondo Novecento, con F. Onorati, Bulzoni, Roma 2001;

- M. Marè, Dentro a mmillanta Rome, Rendina, Roma 2003;

- La letteratura romanesca. Antologia di testi dalla fine del Cinquecento al 1870, Laterza, Roma–Bari 2004;

- C. Del Monte, Sonetti giudaico–romaneschi. Sonetti romaneschi. Prose e versioni, con M. Procaccia, La Giuntina, Firenze 2007;

- E. Marcelli, Li Romani in Russia, Il cubo, Roma 2009;

- M. Marè, Opere, Il cubo, Roma 2014;

- Eliade - Scritti in onore di Elio Di Michele, Il cubo, Roma 2018;

- C. Pascarella, Storia nostra, Castelvecchi, Roma 2019.